# Лемінгтон (Вермонт)
Лемінгтон (англ. Lemington) — місто (англ. town) в США, в окрузі Ессекс штату Вермонт. Населення — 87 осіб (2020).

## Демографія
Згідно з переписом 2010 року, у місті мешкали 104 особи в 50 домогосподарствах у складі 30 родин. Було 83 помешкання
Расовий склад населення:
| - 94,2 % — білих - 1,0 % — азіатів - 4,8 % — осіб інших рас |

До двох чи більше рас належало 0,0 %. Частка іспаномовних становила 5,8 % від усіх жителів.
За віковим діапазоном населення розподілялося таким чином: 18,3 % — особи молодші 18 років, 51,9 % — особи у віці 18—64 років, 29,8 % — особи у віці 65 років та старші. Медіана віку мешканця становила 52,0 року. На 100 осіб жіночої статі у місті припадало 108,0 чоловіків;  на 100 жінок у віці від 18 років та старших — 112,5 чоловіків також старших 18 років.
За межею бідності перебувало 12,0 % осіб, у тому числі 0,0 % дітей у віці до 18 років та 20,0 % осіб у віці 65 років та старших.
Цивільне працевлаштоване населення становило 58 осіб. Основні галузі зайнятості: освіта, охорона здоров'я та соціальна допомога — 20,7 %, сільське господарство, лісництво, риболовля — 19,0 %, оптова торгівля — 12,1 %, мистецтво, розваги та відпочинок — 12,1 %.